# Holcomb, Missouri
Holcomb är en ort (city) i Dunklin County i delstaten Missouri i USA. Orten hade 642 invånare, på en yta av 1,51 km² (2020). Seriemördaren Tommy Lynn Sells växte upp i orten.